# Doxocopa laure

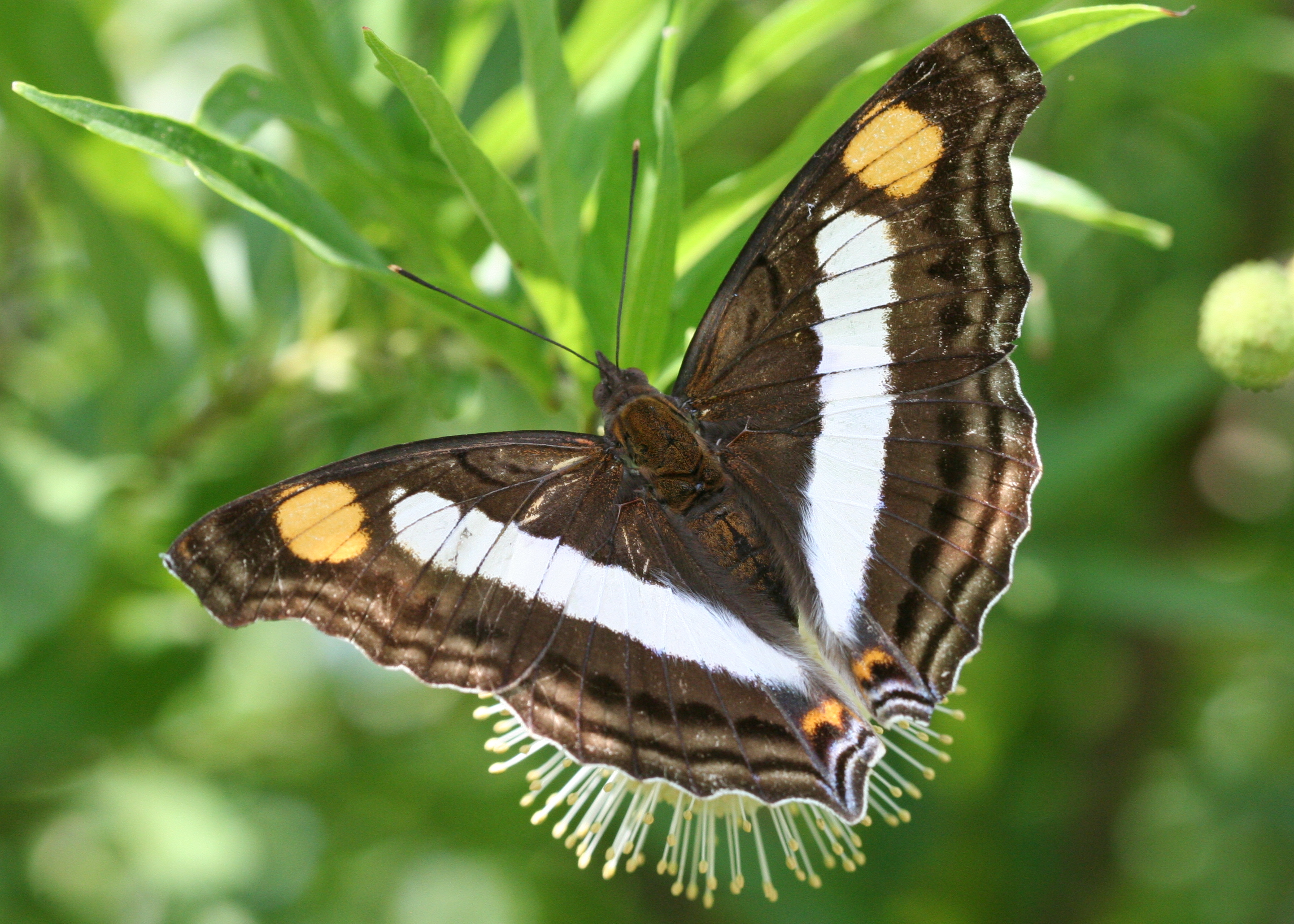
Weibchen, Oberseite

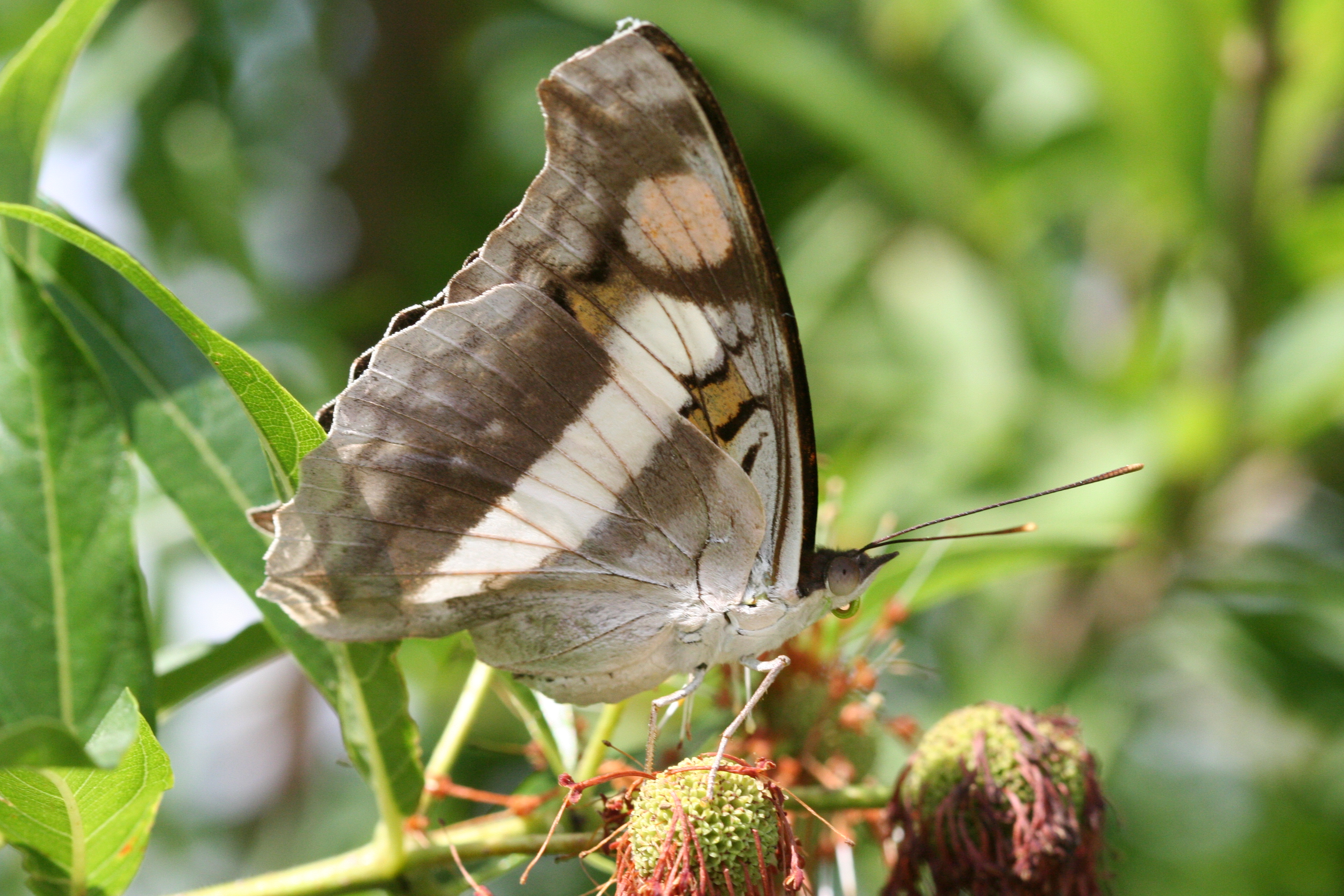
Weibchen, Unterseite

Doxocopa laure ist ein Schmetterling (Tagfalter) aus der Familie der Edelfalter (Nymphalidae).

## Merkmale

### Falter
Die Flügelspannweite der Falter beträgt 70 bis 82 Millimeter. Der Flügelaußenrand ist gezackt. Die Art zeichnet sich durch einen leichten Sexualdimorphismus aus. Beide Geschlechter haben eine schwarzbraune Flügeloberseite, die von einem weißen Querband durchzogen wird. Bei den Männchen ist dieses mit blau irisierenden Streifen eingefasst, die bei den Weibchen fehlen. Vom Apex erstreckt sich bei den Männchen ein langer orange farbiger Fleck in Richtung Hinterrand, der bei den Weibchen nur kurz ist. Bei beiden Geschlechtern ist die Flügelunterseite graubraun und von einem silbrig schimmernden Querband durchzogen. Aufgrund dieses Merkmals wird die Art im englischen Sprachgebrauch auch als „Silver Emperor“ bezeichnet.

### Ei, Raupe, Puppe
Die Eier sind grünlich gefärbt und werden einzeln oder in kleinen Gruppen an der Unterseite der Nahrungspflanze abgelegt. Ausgewachsene Raupen haben eine grüne Farbe und sind mit kleinen gelblichen Punkten überzogen. Am Kopf besitzen sie zwei deutliche Hörner. Der Hinterleib endet spitz. Die Stürzpuppe ist grünlich, mit meist weißen Punkten und Linien überzogen und mit einem sehr deutlichen Kiel auf dem dritten Segment versehen. Am Kopf befinden sich zwei kleine Spitzen.

### Ähnliche Arten
Weibliche Falter von Doxocopa pavon und Doxocopa laurentina haben eine große Ähnlichkeit zu Doxocopa laure, unterscheiden sich jedoch beide durch die gelbbraune Flügelunterseite, die keinen silbrigen Schimmer zeigt. Sehr deutlich unterscheiden sich die Männchen, die auf der Flügeloberseite violett bzw. türkis schimmern.

## Verbreitung und Lebensraum
Doxocopa laure kommt in Texas, Mexiko, Trinidad, Kuba, Jamaika, Kolumbien, Honduras, Guatemala, Brasilien und Peru vor und besiedelt hauptsächlich subtropische Wälder.

## Lebensweise
Die Falter fliegen in den nördlichen Regionen des Verbreitungsgebietes von Juli bis Dezember, in den südlichen das ganze Jahr hindurch, in mehreren Generationen. Sie saugen zuweilen an feuchten Erdstellen, überreifen Früchten, Aas oder Exkrementen. Die Raupen ernähren sich von den Blättern von Zürgelbäumen (Celtis), insbesondere von Celtis pallida und Celtis iguanaea.

## Unterarten
- Doxocopa laure laure (Mexico, Texas, Honduras, Guatemala)
- Doxocopa laure laura  (Jamaica)
- Doxocopa laure druryi  (Kuba)
- Doxocopa laure griseldis  (Oberes Amazonasgebiet, Peru)
- Doxocopa laure laurona (Umgebung von Rio de Janeiro)
- Doxocopa laure mima (Kolumbien, Trinidad)

## Belege